# أتيليو تيروتسي
أتّيليو تيروزّي (بالإيطالية: Attilio Teruzzi)‏ هو ضابط في الجيش الإيطالي وسياسي فاشستي كان حاكم مستعمرة برقة الإيطالية بين عامي 1926 و1928. برز سياسياً في الدولة الإيطالية الفاشية، وتم تعيينه وكيلاً لوزارة الداخلية، ثم نقل إلى ليبيا للمساعدة في قمع الثورة بها، وكان له دور كبير في احتلال الكثير من المناطق التي صمدت بها لفترةٍ طويلة قبل مجيئه.
ولد أتيليو تيروزي في ميلانو عام 1882، وبعد إكماله دراسته العسكرية رُقّي إلى رتبة عقيد في الجيش الإيطالي منذ سنّ 28 عاماً. وقد خدم في ليبيا عام 1911 خلال الحرب العثمانية الإيطالية، وكان له دور في نصر مصراتة ونالوت، وأصيب في إحدى معارك فزان، فمنح نتيجة ذلك «الميدالية الفضية للبسالة العسكرية».
وبعد خدمته في الحرب العالمية الثانية حيث قُلِّد وساماً آخر، ترك تيروزي الجيش في عام 1920، وذلك ليصبح سياسياً فاشياً. وقد كان مناصراً كبيراً لبينيتو موسوليني وحزبه الوطني الفاشي، فرُقّي إلى نائب أمين سرّ الحزب عام 1921. وفي نفس السنة شارك في الزحف على روما كقائد لفصائل القمصان السود من إميليا رومانيا. وبعد السيطرة الفاشية انتخب ليكون عضواً في مجلس النواب الإيطالي عام 1924.
عُيّن تيروزي وكيلاً لوزارة الداخلية بين عامي 1925 و1926، ثم أصبح محافظ مستعمرة برقة بين عامي 1926 و1928، وأدى خلال هذه المدى بشكلٍ فعَّالٍ إلى ضرب تشكيلات الثوار الليبيين واحتلال معقلهم الرئيس جالو بالإضافة إلى الكثير من المدن الليبية الهامة مثل سرت والواحات الصحراوية المختلفة. بعد ذلك عاد إلى الجيش. فأصبح مسؤول دعمٍ لميليشيا القمصان السود منذ عام 1935، ثم أصبح وكيلاً لوزارة أفريقيا الإيطالية (ليبيا الإيطالية وشرق أفريقيا الإيطالي) بين عامي 1937 و1939، وأخيراً وزيراً شرفياً بين عامي 1939 و1943. رقي تيروزي إلى رتبة فريق في خلال الحرب الأهلية الإسبانية، وعين مفتشاً عاماً للقمصان السود.
لكن بعد خروج إيطاليا ودول المحور خاسرةً من الحرب العالمية الثانية على إثر الهدنة بين إيطاليا و قوات الحلفاء في شهر يوليو عام 1943، تبع تيروزي قائده موسوليني إلى مخيّم اللاجئين بشمال إيطاليا، وساعد بتأسيس الجمهورية الإيطالية الاشتراكية الفاشية. وقد كان أحد أكثر القادة العسكريّين هيبةً وقوة. لكن بعد انهيار النظام في عام 1945 انتشرت الشائعة حول أن تيروزي قد مات، مما سمح له بالهرب إلى حركة المقاومة الإيطالية، وأخيراً تمكَّن من الحصول على حياةٍ هادئةٍ في الريف الإيطالي الجنوبي، بجزيرة بروسيدا، حيث توفي عام 1950.